# Prispodoba o biseru
Prispodoba o biseru jedna je od Isusovih prispodoba. Nalazi se u Evanđelju po Mateju (Mt, 13,45-46) i prikazuje veliku vrijednost Kraljevstva nebeskoga.
Odmah slijedi iza prispodobe o skrivenome blagu, koja ima sličnu temu. Ne pojavljuje se u drugim sinoptičkim evanđeljima, ali se inačica ove usporedbe pojavljuje u ne-kanonskom Evanđelju po Tomi. Prispodobu o biseru prikazali su umjetnici kao što je Domenico Fetti.
Prispodoba glasi kako slijedi:
```
"Nadalje, kraljevstvo je nebesko kao kad trgovac traga za lijepim biserjem: pronađe jedan dragocjeni biser, ode, rasproda sve što ima i kupi ga." (Mt, 13,45-46)
```

## Tumačenje
Ova je prispodoba općenito tumačena kao ilustracija velike vrijednosti Kraljevstva nebeskoga. Anglikanski biskup Charles Ellicott primjećuje: "Biseri su bili popularni u Rimskom Carstvu kao nikad prije, a vjerojatno i nikada poslije. Otvaranje novoga tržišta za bisere, bio je jedan od navodnih motiva koji su naveli rimskoga cara Klaudija da napadne Britaniju. I teolog John Nolland također ističe da su biseri u to doba imali još veću vrijednost nego danas i napominje kako prispodoba govori kako se treba potruditi u postizanju Kraljevstva nebeskoga" i "marljivo tražiti".
Vrijedan biser je "posao života" za trgovca u prispodobi. Međutim, oni koji ne vjeruju u Kraljevstvo nebesko dovoljno da ulože cijelu svoju budućnost u njega, nedostojni su za Kraljevstvo nebesko.
Ovo tumačenje prispodobe je nadahnuće za brojne himne, uključujući i švedski himan „Den Kostliga Pärlan“ (O biseru velike cijene) koji započinje:
```
   O, biseru velike cijene! Jeste li ga pronašli?
   Je li Spasitelj vrhunac u vašoj ljubavi?
   Dobro razmislite, prije nego što odgovorite,
   Kao što se nadate za dobrodošlicu gore.
   Jeste li se odrekli svega zbog ovoga blaga?
   Jeste li računali prošle dobitke kao gubitak?
   Da li se vaše povjerenje u sebe i svoje zasluge
   Došlo sniziti pred Kristom i Njegovim križem.
[
5
]
```